# Zatmění Slunce 9. března 2016

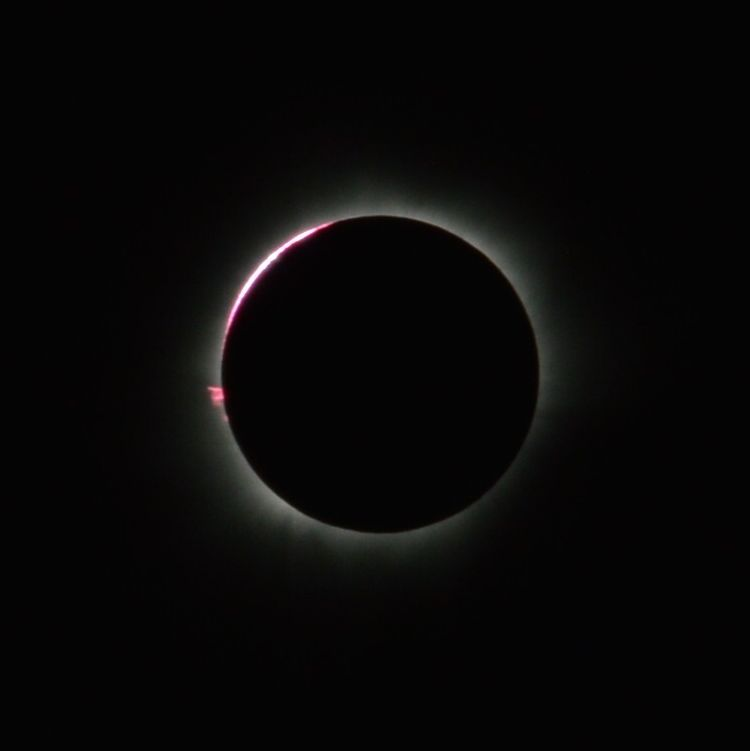
Úplné zatmění Slunce pozorované 9. března 2016 v Indonésii

Průběh zatmění Slunce 9. března 2016

Zatmění Slunce 9. března 2016 bylo úplné zatmění Slunce pozorovatelné v jihovýchodní Asii a v západní Oceánii. Stín Měsíce se zemského povrchu dotkl 8. března ve 23:19 UTC. Pás totality se vytvořil 9. března v 00:15 UTC ve východním Indickém oceánu a pokračoval severovýchodním směrem přes Indonésii a Federativní státy Mikronésie, kde nastalo v 01:56 UTC maximální zatmění o délce 4 minut a 9 sekund. Pás totality dále pokračoval do západního Tichého oceánu severně od Havaje, kde skončil ve 03:38 UTC (dle místního času 8. března).